# Yehualtepec (kommun)
Yehualtepec är en kommun i Mexiko.   Den ligger i delstaten Puebla, i den sydöstra delen av landet, 170 km öster om huvudstaden Mexico City. Antalet invånare är 22 976. Arean är 126 kvadratkilometer.
Terrängen i Yehualtepec är kuperad österut, men västerut är den platt.
Följande samhällen finns i Yehualtepec:
- Yehualtepec
- San Miguel Zozutla
- Tetzoyocan
- Rancho Chico
- Ocotlán de Venustiano Carranza
- El Zorrillal
- Benito Juárez
- Llano Grande
- Piedra Hincada de la Soledad
- San Pedro el Chico